# 1444 Паннонія
1444 Паннонія (1444 Pannonia) — астероїд головного поясу, відкритий 6 січня 1938 року.
Тіссеранів параметр щодо Юпітера — 3,119.